# Інкубатор (птахівництво)

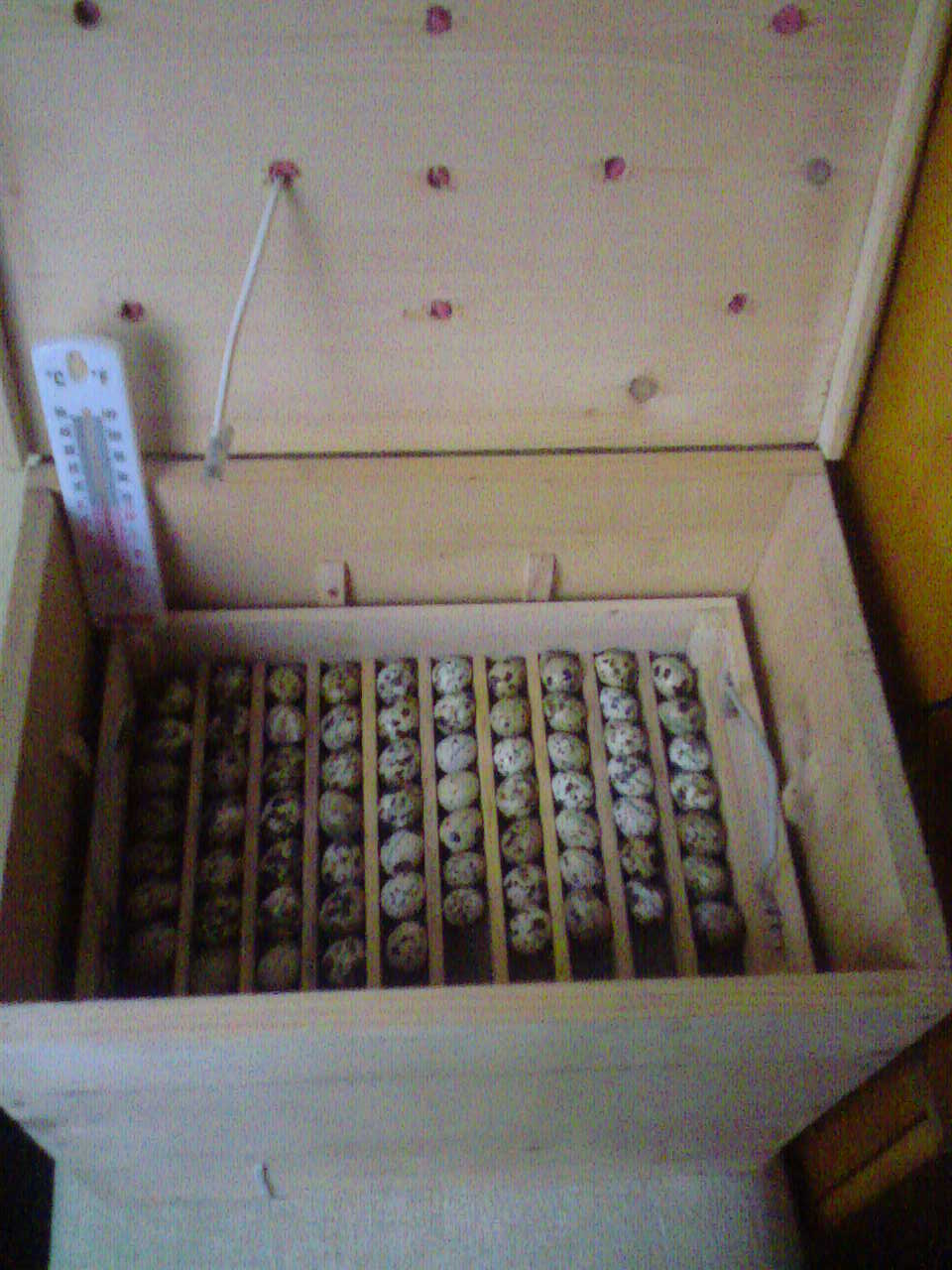
Домашній інкубатор

Інкубатор (від лат. incubo — «інкубація», «висиджування яєць») — апарат для штучного виведення молодняку сільськогосподарських птахів з яєць. Інкубатори можуть працювати незалежно від пори року, при цьому пташенята ніяк не відрізняється від тих, які були виведені природним чином.

## Історія
Перші прості інкубатори, що зазвичай були спеціальними приміщеннями, утепленими бочками, печами та іншими засобами, — ще з давніх часів були поширені в південних країнах. У країнах Європи та США інкубатори різних типів і конструкцій з'явилися в 19 столітті. Тоді-ж перші інкубатори потрапили в Україну, але промислове виготовлення інкубаторів почалося в СРСР в 1928 році. Поширені в СРСР моделі «Український гігант», «Комунар», «Спартак» мали місткість від 16 до 24 тисяч яєць. Інкубатори, що використалися в СРСР в 1970-ті роки, стали поділяти на «кабінетні» і «шафові», останні були відоміші.

## Опис
Інкубатор зазвичай являє собою закриту місткість, у якій є місця для яєць, обігрівач та термометр. Сучасні інкубатори також слідкують за температурою, і можуть перевертати яйця для їх рівномірного прогрівання.
Побутові або як їх ще називають – домашні інкубатори – це малогабаритні інкубатори, які вміщують до 500 яєць.